# The Heavenly Twins (film 1907)
The Heavenly Twins è un cortometraggio muto del 1907 diretto da Lewin Fitzhamon.

## Trama
Al mare, due ragazzine amano passare il tempo giocando scherzi al prossimo.

## Produzione
Il film fu prodotto dalla Hepworth.

## Distribuzione
Distribuito dalla Hepworth, il film - un cortometraggio di 107 metri - uscì nelle sale cinematografiche britanniche nel novembre 1907.
Si conoscono pochi dati del film che, prodotto dalla Hepworth, fu distrutto nel 1924 dallo stesso produttore, Cecil M. Hepworth. Fallito, in gravissime difficoltà finanziarie, il produttore pensò in questo modo di poter almeno recuperare il nitrato d'argento della pellicola.